# San Salvador de Jujuy
San Salvador de Jujuy, cidade ao noroeste da Argentina, é a capital da província de Jujuy. Tinha uma população de 237.751 habitantes, segundo o Censo 2001.
A cidade está situada próximo à porção sul do cânion da Quebrada de Humahuaca, numa região onde montanhas cobertas de florestas se encontram com terrenos mais baixos. San Salvador funciona como um centro econômico e cultural regional. Próximo à cidade são produzidos cana de açúcar, tabaco, frutas cítricas e hortaliças. A mineração de chumbo, zinco, ferro e prata também é importante.
A cidade foi fundada em 1593 num local estratégico, bem na rota percorrida por mulas e que unia a cidade de San Miguel de Tucumán com as minas de prata de Potosí, Bolívia. O auge de San Salvador de Jujuy ocorreu durante o período colonial, porém após a independência argentina em 1816 o status da cidade passou a ser o de apenas uma remota capital provincial.